# Lutnja
Lutnja označava:
- bilo koji trzalački žičani instrument koje ima svijeni vrat s pragovima, duboki okrugli stražnji dio i
- instrument iz obitelji europskih lutnji.

Europska lutnja i bliskoistočni ud imaju istog prethodnika čiji se razvoj razdvaja. Te dvije riječi vjerojatno potječu od arapskog al'ud, što znači drvo, iako Eckhard Neubauer u nedavnom istraživanju pretpostavlja da riječ potječe od perzijskog rud, tj. žica ili žičano glazbalo. Gianfranco Lotti dodaje tezu da je arapska riječ za drvo imala pejorativnu ulogu zbog zabranjivanja bilo kakve instrumentalne glazbe u ranom islamu. Također su moguće derivacije iz grčkog haleut, ribarski brod, franačkog lleut i slavenskog ладья, obje riječi sa značenjem "lađa".Lutnja ima trbušasto krušoliko tijelo te kraći ili duži vrat koji je na vrhu prelomljen pod pravim kutom.
U hrvatskom se svirači lutnje nazivaju lutnjistima.
Lutnja ima nježan i profinjen zvuk. Sviranje lutnje bio je obvezni dio obrazovanja te simbol uglađenosti kraljeva, plemića i ostalog plemstva. Kulturni i društveni život tog vremena nije se mogao zamisliti bez zabave uz lutnju.

## Ugađanje lutnje
Evolucija lutnje je dovela do izgradnje instrumenta različitih oblika i različitih ugađanja, zbog promjene u broju žica i čitavog sustava. Tijekom sedamnaestog stoljeća su uvedene promjene u nekoliko verzija ugađanja, pa tako krajem stoljeća u Francuskoj se uvodi ugađanje u d-molu, sa sustavom modificiranja, ovisno o tonu skladbe.
| Instrument                                                 | Ugađanje |
| ---------------------------------------------------------- | -------- |
| Renesansa lutnja do šest pari struna (šesteroparna lutnja) |          |
| Renesansa lutnja do osam pari struna (osmeroparna lutnja)  |          |
| Barokna lutnja s deset pari struna                         |          |
| Barokna lutnja s trinaest pari struna (13-parna lutnja)    |          |

## Vanjske poveznice
- Lutnja.net - internetska stranica posvećena lutnji